# Alfonso de Pawel-Rammingen
El barón Alfonso de Pawel-Rammingen (en alemán, Alphons von Pawel-Rammingen) (Coburgo, 27 de julio de 1843-Biarritz, 21 de noviembre de 1932) fue un noble alemán conocido por haber estado casado con la princesa Federica de Hanover, hija de Jorge V de Hanover.

## Biografía
Nació en el seno de una familia patricia de Brunswick, elevada a la nobleza en el siglo XVI y al rango de barón en el Sacro Romano Imperio en 1685 por Leopoldo I. Fue hijo del barón Emilio de Pawel-Rammingen, funcionario de estado en el ducado de Sajonia-Coburgo-Gotha y la baronesa Luitgarda von Friesen. Alfonso tuvo dos hermanos, Alberto y Ana, esta última casada con el barón Oswald de Coburgo (1822-1904) un nieto por vía morganático de Luis Carlos Federico de Sajonia-Coburgo-Saafeld (1755-1806), hijo de Ernesto Federico, duque de Sajonia-Coburgo-Saafeld. Su padre y el resto de miembros de su familia sería elevado al rango de barón en 1854 por Ernesto II de Sajonia-Coburgo-Gotha. En 1866 participó en la Guerra franco-prusiana como segundo teniente al servicio del ejército del reino de Hanover, bajo el mando de Jorge V de Hanover. Fue especialmente relevante su participación el la batalla de Langensalza en que fue derrotado el ejército hanoveriano.
Posteriormente sería secretario de Jorge V, que era invidente. Es en este momento cuando conoce a la que después sería su mujer, la hija de Jorge V, la princesa Federica. Por este motivo la familia real de Hanover vivía entre Viena, París y Gmunden (Imperio austrohúngaro).
El 19 de marzo de 1880 fue naturalizado británico en virtud de una ley votada en la Cámara de los Lores. El matrimonio se celebraría el 24 de abril de ese año en la capilla de San Jorge del castillo de Windsor.  En la ceremonia no se encontró nadie de la familia directa de Federica y se celebró de forma privada. en contraste si contó con la presencia de Victoria del Reino Unido, que se consideró a sí misma como la promotora y protectora del enlace. Fue precisamente la reina Victoria quien entregó a la novia y quién sancionó el enlace, al ser la novia princesa de la Gran Bretaña, además de princesa de Hanover.
Tras la luna de miel, el matrimonio se instalaría en un apartamento en londinense palacio de Hampton Court, cedido por la reina Victoria. La princesa Federica era un personaje muy popular en la sociedad londinense y participaba activamente en iniciativas de caridad.
Fruto del enlace tendrían una hija fallecida en la infancia:
- Victoria Georgina Beatriz Maud Ana (7 - 27 de marzo de 1881), enterrada en la Capilla de San Jorge del Castillo de Windsor. Fue ahijada de la princesa Beatriz del Reino Unido, hija menor de la reina Victoria.

Fruto de la débil salud de la princesa Federica, el matrimonio comenzó a pasar cada vez más tiempo en el continente  y acabaron por renunciar a su apartamento en Hampton Court.
En 1897 alquilarían la Villa Mouriscot en Biarritz. Esta propiedad se convertiría entonces en su residencia principal y sería lugar de encuentro de la realeza europea, además del sitio donde se produciría el compromiso entre Alfonso XIII y la princesa Victoria Eugenia de Battenberg en 1906. El barón participaba activamente en la vida local de Biarritz.
Su mujer moriría en 1922 y 6 años después, en 1932 moriría Alfonso.

## Órdenes y empleos

### Órdenes
- Caballero de la Orden de Enrique el León. ( Reino de Hannover)
- Distinguido con la Medalla de Langensalza. ( Reino de Hannover)
- Caballero comendador de la Orden Real Güélfica.[1] ( Reino de Hannover)
- Caballero comendador de la Orden del Baño.[1] ( Reino Unido, 1880)
- Caballero comendador de la Real Orden Victoriana.[1] ( Reino Unido, 1897)
- Condecorado con la Decoracion para oficiales voluntarios (Volunteer Officers' Decoration).[1] ( Reino Unido)

### Empleos
- Coronel honorario del sexto batallón del regimiento de Essex del ejército británico.[1]

### Individuales
1. 1 2 3 4 5 6 7  Ruvigny et Raineval, Melville Henry Massue, marquis de (1914). «Pawel-Rammingen». The Titled Nobility of Europe: An International Peerage, Or "Who's Who," of the Sovereigns, Princes, and Nobles of Europe (en inglés). Burke's Peerage. pp. 1127-1128. ISBN 978-0-85011-028-9. Consultado el 25 de marzo de 2023.
2. ↑  Reidemeister, Sophie (1948). «Pawel». Die Genealogien Braunschweiger Patrizier- und Ratsgeschlechter aus der Zeit der Selbständigkeit der Stadt (vor 1671): mit 4 farbigen Wappentafeln (en alemán). Brunswick. pp. 111-114.
3. ↑  Sajonia-Coburgo-Gotha, Ducado de (1869). Regierungs-Blatt für das Herzogtum Coburg: 1869 (en alemán). Roßteutscher. Consultado el 25 de marzo de 2023.
4. ↑  «Pawel, Pawel Rammingen». Neues Allgemeines Deutsches Adels-Lexicon: Ossa - Ryssel (en alemán) 7. Voigt. 1867. pp. 74-76. Consultado el 25 de marzo de 2023.
5. ↑  Die Verhandlungen über die dem Könige Georg im Vertrage vom 29 September 1867 gewährte Ausgleichungssumme von 16 Millionen Thalern und die gegen denselben von Preussen ergriffenen Massnahmen (en alemán). 1868. p. 110. Consultado el 25 de marzo de 2023.
6. 1 2  Law, Ernest Philip Alphonse (1891). «Appendix G. List of occupants of private appartments.». The History of Hampton Court Palace ... (en inglés). G. Bell and sons. p. 446. Consultado el 25 de marzo de 2023.
7. ↑  Diebitsch, Victor von (1897). Die königlich Hannoversche armee auf ihrem letzten waffengange in Juni 1866: unter berücksichtigung der vorgeschichte des deutschen Krieges nach den besten quellen dargestellt (en alemán). M. Heinsius Nachfolger. Consultado el 25 de marzo de 2023.
8. ↑  Cámara de los Lores (1880). Sessional Papers Printed by Order of the House of Lord, or Presented by Royal Command. Tables and Indexes (en inglés) 66. p. 206. Consultado el 25 de marzo de 2023.
9. ↑  «The Brides of Windsor Castle | Part 2». Castillo de Windsor (en inglés). Consultado el 24 de marzo de 2023.
10. ↑  «Royal Marriage at Windsor Castle». The Mercury (Hobart) (en inglés) (5.937). 19 de junio de 1880. p. 1.
11. ↑  «El viaje del Rey». ABC (periódico). 7 de abril de 1914. p. 9.
12. ↑  «Parte non Ufficiale. Telegrammi. Biarritz, 8». Gazzetta Ufficiale del Regno d'Italia (en italiano) (57). 9 de marzo de 1908. p. 1280.
13. ↑  Paoli, Xavier (1911). «Chapter II. King Alfonso XIII. 4». My royal clients (en inglés). London, New York Hodder and Stoughton. pp. 61-67. Consultado el 22 de marzo de 2023.
14. ↑  Duff, David (1974). The shy princess : the life of Her Royal Highness Princess Beatrice, the youngest daughter and constant companion of Queen Victoria (en inglés). London : Muller. p. 217. ISBN 978-0-584-10264-2. Consultado el 22 de marzo de 2023.
15. ↑  Rusia, Alejandro, gran duque de (1932). Twilight Of Royalty (en inglés). Ray Long & Richard R. Smith, Inc. p. 55. Consultado el 22 de marzo de 2023.
16. ↑  Brook-Shepherd, Gordon (1976). «Biarritz and beyond». Uncle of Europe : the social and diplomatic life of Edward VII (en inglés). Nueva York: Harcourt Brace Jovanovich. pp. 273-274. ISBN 978-0-15-192697-8. Consultado el 22 de marzo de 2023.